# ABC体育场
25°32′00.35″S 54°34′07.23″W / 25.5334306°S 54.5686750°W
ABC体育场（Estédio do ABC）是位于巴西巴拉纳州伊瓜苏市的足球场。共有6969个座位，伊瓜苏足球俱乐部和伊瓜苏瀑布足球俱乐部都以此为主场。球场的拥有者与管理者为ABC足球俱乐部。